# Glockenturm (Falkirk)

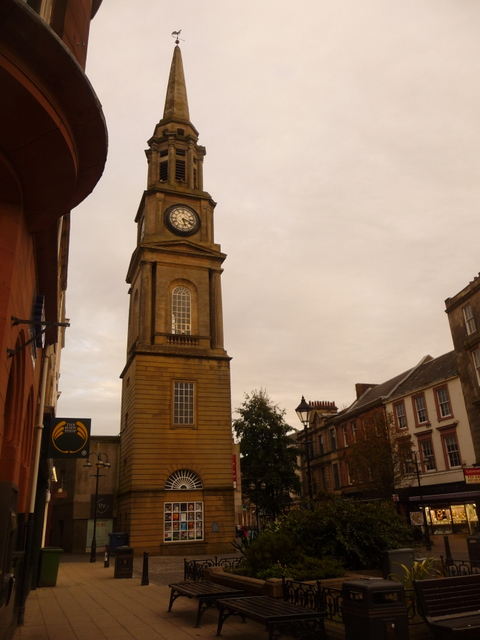
Glockenturm von Falkirk

Der Glockenturm von Falkirk ist ein Turm in der schottischen Stadt Falkirk in der gleichnamigen Council Area. 1972 wurde das Bauwerk in die schottischen Denkmallisten in der höchsten Kategorie A aufgenommen.

## Geschichte
Im Jahre 1697 wurde in Falkirk ein Glockenturm errichtet. Im Laufe des 18. Jahrhunderts wurde er unter anderem als Gefängnis genutzt. Der Zustand des Turms verschlechterte sich zusehends und als Glen of Forganhall zwischen 1802 und 1803 ein angrenzendes vierstöckiges Gebäude erbauen ließ, stürzte er ein. Der heute erhaltene Turm wurde auf den Grundmauern des Vorgängers errichtet. Der Bau nach einem Entwurf von David Hamilton wurde im Jahre 1813 begonnen und im folgenden Jahr abgeschlossen. Die Gesamtkosten betrugen 1460 £. 1927 wurde der Turm beschädigt und wieder instand gesetzt. Die oberen zehn Meter wurde in diesem Zuge neu aufgebaut.

## Beschreibung
Der klassizistische Turm befindet sich im Zentrum Falkirks an der High Street. Der rund 43 m hohe Turm unterteilt sich in vier Stockwerke und schließt mit einem spitzen Helm mit oktogonalem Grundriss ab. Das Mauerwerk besteht aus geglätteten Quadersteinen. Im dritten Stockwerk flankieren dorische Säulen Rundbogenfenster und tragen Dreiecksgiebel. Darüber sind allseitig Turmuhren eingelassen. Ionische Säulen tragen den Helm.